# جگن نبراسکا
کارکس نبراسنسیس (نام علمی: Carex nebrascensis) نام یک گونه از سرده جگن است.